# Landdistrikternes Fællesråd
Landdistrikternes Fællesråd er en dansk interesseorganisation, der varetager fælles opgaver og interesser for danske landdistrikter og yderområder. Landdistrikternes Fællesråd har hovedsæde i Odder samt en afdeling på Roberthus i Egtved og ledes af en bestyrelse med Steffen Damsgaard som formand.
Landdistrikternes Fællesråd anses som den overordende landdistriktsorganisation i Danmark og er praktisk ekspert i at samle, dele og kommunikere viden og erfaring på området.
Organisationen blev etableret i 1997. Stifterne var Komité for Landsbyer og Landdistrikter, Landsforeningen af Landsbysamfund og foreningen Landsbyerne i Danmark i samarbejde med Indenrigsministeriet. Thorkild Ljørring Pedersen var formand for fællesrådet i flere år. Efter ham fulgte Lone Andersen, nuværende viceformand i Landbrug & Fødevarer, mens formanden siden 2008 er Steffen Damsgaard, tidligere landsformand for ungdomsorganisationen LandboUngdom.
Landdistrikternes Fællesråd har en bred medlemskreds, herunder 55 danske kommuner og en række større organisationer bl.a. Danske Rederier, Landbrug & Fødevarer, Coop og SMVdanmark. Endvidere er en række landsbyer, landdistriktsråd samt lokale aktionsgrupper en del af organisationen.
Organisationen uddeler årligt Årets Landsby i samarbejde med Landsbyerne i Danmark og Forenet Kredit.

## Interessevaretagelse
Landdistrikternes Fællesråd arbejder for bedre rammevilkår for danske landdistrikter og yderområder. Der sker ud fra en fempunktsplan, der har følgende fokusområder: bosætning, erhverv, infrastruktur, uddannelse og sundhed. Fempunktsplanen dannede grundlag for flere elementer i regeringens udspil, som blev præsenteret i 2015.
Venstres landdistriktsordfører Thomas Danielsen bekræftede i et interview til Berlingske, at flere elementer i regeringens udspil "Vækst og udvikling i hele Danmark" var baseret på forslag fra Landdistrikternes Fællesråd.
Fællesrådet er bl.a. fortaler for udflytning af statslige arbejdspladser. Forud for folketingsvalget 2015 igangsatte Landdistrikternes Fællesråd en kampagne sammen med 40 borgmestre for at sikre en udflytning efter valget. Efterfølgende fik rådet og borgmestrene opbakning fra Hans Christian Schmidt, Troels Lund Poulsen, Lars Christian Lilleholt og Søren Gade, der lancerede en underskriftsindsamling for at få flere statslige arbejdspladser ud af København. Umiddelbart efter folketingsvalget gik regeringen i gang med udflytningsplanerne. Landdistrikternes Fællesråd foreslog at udflytte 10 konkrete styrelser, hvoraf regeringen valgte at flytte 8 af styrelserne.
Som partipolitisk neutral interesseorganisation samarbejder Landdistrikternes Fællesråd med alle partier i Folketinget. I 2011 var organisationen med til at etablere Ministeriet for By, Bolig og Landdistrikter samt et folketingsudvalg for landdistrikter og øer. Samtlige partier i Folketinget har i dag en landdistrikts- og øordfører.
Endvidere arrangerer Landdistrikternes Fællesråd hvert år Landdistrikternes Dag på Christiansborg samt en række medlemsrelaterede arrangementer, herunder et årligt topmøde for borgmestre i landdistrikter samt netværk for kommunale medarbejdere.

## National sparringspartner
Udover funktionen som interesseorganisation fungerer Landdistrikternes Fællesråd som national sparringspartner for Folketinget og centraladministrationen i sager, der vedrører udviklingen af landdistrikter og øer i henhold til aftale med Erhvervsministeriet.
Organisationen har flere gange organiseret høringer, konferencer og debatter i samarbejde med Folketingets Udvalg for Landdistrikter og Øer. Derudover deltager Landdistrikternes Fællesråd aktivt i forskellige politiske arbejdsgrupper samt i en række råd, nævn og udvalg, herunder Regeringens rådgivende udvalg på landdistriktsområdet (DRUPL), som ledes af erhvervsminister Rasmus Jarlov, der har ressortansvaret for landdistriktsområdet. I 2017 kom det frem, at regeringen ikke havde afholdt møde i det rådgivende udvalg siden 2014. Erhvervsministeren valgte på opfodring fra Landdistrikternes Fællesråd og Landbrug & Fødevarer at genoptage mødeaktiviteterne i 2017.
Derudover har fællesrådet plads i overvågningsudvalgene for en række EU-programmer, bl.a. Landdistriktsprogrammet, Hav- og Fiskeriudviklingsprogrammet samt Regional- og Socialfonden.
Landdistrikternes Fællesråds næstformand Grethe Saabye blev i 2017 udpeget som formand for Det Rådgivende Udvalg for Erhvervsministeriets Landdistriktspulje af daværende erhvervsminister Brian Mikkelsen. Puljen uddeler hvert år ca. 18 mio. kr. til tre typer projekter: forsøgsprojekter, forsknings- og informationsprojekter samt projekter på de små øer.
Landdistrikternes Fællesråd deltager ligeledes i udvalgsrejser med Folketingets Udvalg for Landdistrikter og Øer. I forbindelse med Folkemødet på Bornholm er udvalget en del af fællesrådets stand.
Fællesrådets formand Steffen Damsgaard sidder i bestyrelsen for Center for Landdistriktsforskning under Syddansk Universitet i Esbjerg.